# 手組
手組（てぐみ）またはムートウ（無刀）は、沖縄発祥の伝統的レスリングである。那覇では手組、泊・首里方面ではムートウと呼ばれた。
長嶺将真の『史実と口伝による沖縄の空手・角力名人伝』によれば、沖縄におけるグラップリングの起源にまつわる正確な歴史的資料は存在しない。長嶺は、手組が原始的な「自己防衛の闘争法から生まれ」、外部の影響に曝されるにつれて常に変化し高められていたと推考した。
長嶺は、原始的な闘争法から手（ティー）と手組が分離し、手組が沖縄角力に発展したと考えた。手組は大正時代まで庶民の娯楽として残っていた。どのように「手組」が生まれたかについてはほとんど証拠が存在しない。しかし、試合は荒っぽく、勝者は関節技、絞め技、または抑え込み技によって相手が降参するまで続いた。今日、手組は厳格な規則を持ち、今でも広く実践されている。